# Bishun Khare
Pour les articles homonymes, voir Khare.
Bishun Narain Khare, né le 27 juin 1933 à Varanasi en Inde, et mort le 20 août 2013, à l'âge de 80 ans, est un physicien et chimiste indien spécialisé dans l'astrochimie et l'exobiologie, notamment à travers l'étude des tholins formés par réaction photochimique dans l'atmosphère de Titan,.
Bishun Khare a étudié la physique, la chimie et les mathématiques à l'université hindoue de Bénarès. Installé aux États-Unis, il obtint un PhD en physique à l'université de Syracuse, dans l'État de New York, puis poursuivit comme chercheur postdoctoral à l'université de Stony Brook et à l'université de Toronto. Il travailla à l'université Cornell des années 1960 aux années 1990 et publia une centaine d'articles avec Carl Sagan. Il passa au Ames Research Center de la NASA en 1996 puis à l'Institut SETI en 1998.
Sa notoriété a atteint le grand public dans les années 1980 à la suite de sa participation à la série d'émissions de télévision Cosmos de Carl Sagan en tant que spécialiste de la formation des composés organiques complexes appelés tholins qui se forment à partir des composés chimiques simples de l'atmosphère ou du sous-sol de satellites naturels comme Titan ou Encelade. C'est sa collaboration avec Carl Sagan qui orienta Bishun Khare dès le début des années 1970 vers l'étude de la possible implication de tholins dans la chimie prébiotique sur Terre voire sur d'autres planètes,,,.

Dans les années 2000, il s'orienta vers l'étude des nanotubes de carbone,, afin de développer leurs applications astronautiques, et déposa des brevets en ce sens vers la fin de sa vie,.